# Schweizerischer American Football Verband
Der Schweizerische American Football Verband (SAFV) ist der Dachverband für American Football und Flag Football in der Schweiz. Er ist Mitglied der Swiss Olympic Association, des Europäischen American Football Verbandes (IFAF Europe) und des Weltverbandes (IFAF). Der SAFV stellt zwar die Lizenzen für die Cheerleader der Vereine aus, doch das Cheerleading wird vom Dachverband der Cheerleader, dem Cheerleading and Cheerdance Verband Schweiz (CCVS) organisiert.
Der heutige Name wurde im Jahr 1987 etabliert. Heute sind dem Verband 44 Vereine angegliedert (Stand: 7. Juli 2022). Im 2019 hat er 2'671 Lizenzen ausgeteilt. Sitz des SAFV ist in Zürich. Der SAFV organisiert nebst dem nationalen American Football Betrieb ebenfalls die Nationalmannschaften des American Footballs.

## Geschichte
Der SAFV wurde am 26. Dezember 1982 als Swiss Football League in Lugano gegründet. Der erste Präsident, Massimo Monti, war ein ehemaliger Spieler einer Mailänder Mannschaft und gleichzeitig Gründer der heute nicht mehr existierenden Lugano Seagulls. Zunächst spielten die Seagulls lediglich gegen italienische Teams. Doch mit der Gründung weiterer Vereine in der Schweiz konnte im Jahr 1986 die erste Schweizer Meisterschaft mit acht Teams stattfinden. Ein Jahr später wurde der Verband zum Schweizerischen American Football Verband umbenannt. 1987 war auch das erste Jahr, in dem Schweizer Vereine an europäischen Wettbewerben teilnahmen. Zwei Jahre später, 1989, wurde der SAFV bei der Swiss Olympic Association aufgenommen.
Im Jahr 2003 kamen die Mitgliedschaft bei der EFAF, dem ehemaligen Europäischen American Football Verband, und bei der IFAF (Weltverband) hinzu.
Im Jahr 2006 stieg die Medienpräsenz des American Footballs in der Schweiz kurzzeitig stark an, als der ursprünglich aus dem Emmental stammende Quarterback der Pittsburgh Steelers Ben Roethlisberger dank dem Projekt „Swiss Roots“ in die Schweiz kam.
Im Jahr 2012 gewann mit den Calanda Broncos erstmals eine Schweizer Mannschaft den größten europäischen American Football Wettbewerb (damals die EFL).
Aufgrund der Auflösung der EFAF im Jahr 2014, gliederte sich der SAFV für die Saison 2015 hin dem neuen Europäischen American Football Verband, der IFAF Europe, an.
Am 1. Januar 2021 nahm die erste professionelle Geschäftsstelle des SAFV ihren Betrieb auf.
Bei den Weltmeisterschaften 2024 im Flag Football gewann die Herrennationalmannschaft Bronze gegen Mexiko hinter den USA und Österreich.

## Vorstand und Geschäftsstelle
Der SAFV wird vom Vorstand sowie der Geschäftsstelle geführt.

### Vorstand
Der Vorstand des SAFV wird von der Delegiertenversammlung gewählt. Er ist wie folgt besetzt:
- Präsident: Claudio Spescha
- Vize-Präsident: Andres Trautmann
- Verantwortlicher Finanzen: vakant
- Verantwortlicher Flag Football: Jessica Klostermeier
- Verantwortlicher Tackle Football: Michel Strähl
- Marketing- und Kommunikationsverantwortlicher: Gleb Latsenia
- Rechtsberater: Dominic Baumgartner

### Geschäftsstelle
Die Geschäftsstelle leitet die operativen Belange des SAFV:
- Geschäftsführer: Markus Rath
- Leiter Nachwuchs & Leistungssport: Sascha Gaveau
- Leiter Breitensport Flag und Tackle: Sophia Haller
- Leiter Schiedsrichter: Raymond Fouillet
- Head of Player Development Tackle: Markus Rath
- Head of Player Development Flag: Cedric Arnold

## Ligen und Bisherige Meister
Siehe: American-Football-Ligen der Schweiz und Swiss Bowl